# Zakaria Aboub
Zakaria Aboub (arabski: زكرية أبوب , ur. 3 czerwca 1980 w Casablance) – marokański piłkarz występujący na pozycji pomocnika.  W latach 2004–2007 reprezentant Maroka.

## Życiorys

### Kariera klubowa
Od 1999 był zawodnikiem klubów: Raja Casablanca z GNF 1, Al Dhafra FC, ASFAR, Wydad Casablanca, Nadi asz-Szarika (Zjednoczone Emiraty Arabskie, UAE Arabian Gulf League), FC Istres (Francja, Ligue 2), Difaâ El Jadida i Al-Muharraq Sports Club (Bahrajn, Bahraini Premier League).

### Kariera reprezentacyjna
Brał udział w Letnich Igrzyskach Olimpijskich 2000. W reprezentacji Maroka zadebiutował 18 lutego 2004 na stadionie Stade Moulay Abdellah (Rabat) w wygranym 2:1 meczu towarzyskim przeciwko Szwajcarii.

## Sukcesy

### Klubowe
Raja Casablanca
- Zwycięzca GNF 1: 1999/2000, 2000/2001[3]
- Zdobywca Pucharu Maroka: 2002[3]

ASFAR
- Zdobywca Pucharu Maroka: 2004[3]